# Wyśmierzyce
Wyśmierzyce là một thị trấn thuộc huyện Białobrzeski, tỉnh Mazowieckie ở trung-đông Ba Lan. Thị trấn có diện tích 17 km². Đến ngày 1 tháng 1 năm 2011, dân số của thị trấn là 873 người và mật độ 52 người/km².